# Real Bout Fatal Fury
Real Bout Fatal Fury is een computerspel voor de arcade, Neo-Geo en Sega Saturn. Het vechtspel werd uitgebracht in 1996.
Het spel is het vijfde deel in de Fatal Fury-serie.

## Gameplay
In Real Bout is de besturing enigszins veranderd dan in voorgaande delen. Het aantal aanvalsknoppen is teruggebracht van vier naar drie. Het spel behoudt zijn drie vechtniveaus (voor-midden-achter) uit Fatal Fury 3.

## Personages
Real Bout heeft dezelfde karakters in het spel als in Fatal Fury 3 waarbij de eindbazen Ryuji Yamazaki, Jin Chonrei en Jin Chonshu nu ook speelbare personen zijn. Verder is de lijst uitgebreid met Duck King, Billy Kane en Kim Kaphwan. Geese Howard is de laatste eindbaas in het spel.